# Pietro Guarienti
Pietro Guarienti (Vérone, v. 1700 - 1765) est un biographe et un peintre italien qui fut actif au XVIIIe siècle.

## Biographie
Pietro Guarienti,  peintre italien de la fin de la période baroque, fut actif principalement à Bologne et Venise.
Il a été l'élève des peintres Giuseppe Maria Crespi et Falcieri.
En 1746, il est devenu le parrain de la fille de Bernardo Bellotto peintre à la cour à Dresde en 1748 et a été nommé directeur de la galerie d'art de Dresde par Frédéric-Auguste III de Saxe.
En tant que biographe, Il a participé à la rédaction avec ses Aggiunte e correzioni de l'Abecedario Pittorico, écrit par Antonio Orlandi Pellegrino, publié à Venise en 1753.